# Papuanella sarapa
Papuanella sarapa är en insektsart som beskrevs av Medler 2000. Papuanella sarapa ingår i släktet Papuanella och familjen Flatidae. Inga underarter finns listade i Catalogue of Life.